# Kubok Ukraïny 1997-1998
La Kubok Ukraïny 1997-1998 (in ucraino Кубок України?) fu la 7ª edizione del torneo. La competizione iniziò il 14 luglio 1997 e terminò il 31 maggio 1998. La Dinamo Kiev si aggiudicò la coppa vincendo tutte le partite.

## Turno preliminare
| Squadra 1               | Risultato       | Squadra 2                |
| ----------------------- | --------------- | ------------------------ |
| Paperovyk Malyn         | 1 – 2           | Dinamo-3 Kiev            |
| Tsementnyk Mykolaiv     | 3 – 1           | Naftovyk Dolyna          |
| Pivdenstal Yenakieve    | 3 – 1           | Metalurh Komsomolske     |
| Hazovyk Komarne         | 3 – 1           | Karpaty-2 Lviv           |
| Fortuna Sharhorod       | 1 – 0           | SKA-LOTTO Odessa         |
| Chornomorets Sevastopol | –               | Dinamo Odessa            |
| Domobudivnyk Chernihiv  | 1 – 1 (7–6 dcr) | Dnipro-2 Dnipropetrovsk  |
| Avers Bakhmach          | 1 – 0           | Slovyanets Konotop       |
| Kryvbas-2 Kryvyi Rih    | 1 – 2           | Zirka-NIBAS-2 Kirovohrad |
| Borysfen Boryspil       | 3 – 0           | Ryhonda Bila Tserkva     |

## Primo turno
| Squadra 1                | Risultato       | Squadra 2                   |
| ------------------------ | --------------- | --------------------------- |
| Dinamo-3 Kiev            | 3 – 1           | Obolon-PPO Kiev             |
| Cementnyk Mykolaiv       | 1 – 0           | Systema-BOREKS Borodianka   |
| Pivdenstal Yenekieve     | 1 – 0           | Shakhtar Stakhanov          |
| Nerefa Slavutych         | –               | Karpaty Mukacheve           |
| Hazovyk Komarne          | 1 – 0           | Halychyna Drohobych         |
| Krystal Kherson          | 3 – 1           | Olimpiya-AES Yuzhnoukrainsk |
| Fortuna Sharhorod        | 2 – 1           | Lokomotyv Smila             |
| Pokuttia Kolomyia        | –               | Kalush                      |
| Haray Zhovkva            | 2 – 1           | Nyva Bershad                |
| Dinamo Odessa            | –               | Portovyk Illichivsk         |
| Viktor Zaporizhia        | 1 – 2           | Torpedo Melitopol           |
| Domobudivnyk Chernihiv   | –               | Vorskla-2 Poltava           |
| Shakhtar-2 Donetsk       | 3 – 0           | Metalist-2 Kharkiv          |
| Avers Bakhmach           | 1 – 0           | Elektron Romny              |
| Zirka-NIBAS-2 Kirovohrad | 3 – 2           | Metalurh-2 Donetsk          |
| Borysfen Boryspil        | 0 – 0 (3–4 dcr) | Hirnyk-Sport                |

## Secondo turno
| Squadra 1                | Totale | Squadra 2                  | Andata | Ritorno |
| ------------------------ | ------ | -------------------------- | ------ | ------- |
| Dinamo-3 Kiev            | 7 – 1  | Podillya Khmelnytskyi      | 4 – 0  | 3 – 1   |
| Desna Chernihiv          | 4 – 4  | Cementnyk Mykolaiv         | 3 – 0  | 1 – 4   |
| Zorya Luhansk            | 5 – 1  | Pivdenstal Yenakieve       | 1 – 0  | 4 – 1   |
| Karpaty Mukacheve        | 4 – 4  | Veres Rivne                | 2 – 1  | 2 – 3   |
| Hazovyk Komarne          | 0 – 1  | Krystal Chortkiv           | 0 – 0  | 0 – 1   |
| Čerkasy                  | 5 – 5  | Krystal Kherson            | 2 – 4  | 3 – 1   |
| Fortuna Sharhorod        | –      | Fakel Varva                | –      | –       |
| Tysmenytsia              | 1 – 2  | Kalush                     | 0 – 2  | 1 – 0   |
| Haray Zhovkva            | 3 – 5  | Polissya Zhytomyr          | 1 – 2  | 2 – 3   |
| Odessa                   | 4 – 2  | Dinamo Odessa              | 3 – 0  | 1 – 2   |
| Torpedo Melitopol        | 3 – 4  | Tytan Armyansk             | 2 – 2  | 1 – 2   |
| CSKA-2 Kiev              | 3 – 1  | Domobudivnyk Chernihiv     | 1 – 0  | 2 – 1   |
| Shakhtar-2 Donetsk       | 2 – 4  | Oskil Kupyansk             | 1 – 2  | 1 – 2   |
| Petrivtsi Myrhorod       | 1 – 2  | Avers Bakhmach             | 0 – 2  | 1 – 0   |
| Zirka-NIBAS-2 Kirovohrad | 1 – 5  | Avanhard-Industria Rovenky | 0 – 3  | 1 – 2   |
| Hirnyk-Sport             | 1 – 2  | Metalurh Novomoskovsk      | 0 – 1  | 1 – 1   |

## Terzo turno
| Squadra 1             | Totale | Squadra 2                   | Andata | Ritorno |
| --------------------- | ------ | --------------------------- | ------ | ------- |
| Dinamo-3 Kiev         | 4 – 2  | Khimik Severodonetsk        | 2 – 1  | 2 – 1   |
| Desna Chernihiv       | 3 – 1  | Dinamo-2 Kiev               | 1 – 0  | 2 – 1   |
| Metalist Kharkiv      | 2 – 1  | Zorya Luhansk               | 2 – 1  | 0 – 0   |
| Naftovyk Okhtyrka     | 6 – 1  | Karpaty Mukacheve           | 4 – 0  | 2 – 1   |
| Mykolaiv              | 4 – 0  | Krystal Chortkiv            | 3 – 0  | 1 – 0   |
| Krystal Kherson       | 3 – 3  | Polihraftekhnika Olexandria | 1 – 0  | 2 – 3   |
| Kremin Kremenchuk     | 1 – 2  | Fortuna Sharhorod           | 0 – 2  | 1 – 0   |
| Shakhtar Makiivka     | 4 – 1  | Kalush                      | 1 – 1  | 3 – 0   |
| Verkhovyna Uzhhorod   | 2 – 6  | Polissya Zhytomyr           | 2 – 2  | 0 – 4   |
| Odessa                | 0 – 3  | Nyva Vinnytsia              | 0 – 2  | 0 – 1   |
| Tytan Armyansk        | 4 – 6  | Bukovyna Chernivtsi         | 3 – 1  | 1 – 5   |
| CSKA-2 Kiev           | 3 – 3  | Lviv                        | 0 – 0  | 3 – 3   |
| Metalurh Nikopol      | 4 – 2  | Oskil Kupyansk              | 4 – 2  | –       |
| Avers Bakhmach        | –      | Stal Alchevsk               | –      | –       |
| Volyn Lutsk           | –      | Avanhard-Industria Rovenky  | –      | –       |
| Metalurh Novomoskovsk | 1 – 2  | Yavir Krasnopillia          | 1 – 2  | -       |

## Sedicesimi di finale
| Squadra 1                    | Totale          | Squadra 2              | Andata | Ritorno |
| ---------------------------- | --------------- | ---------------------- | ------ | ------- |
| Dinamo-3 Kiev                | 3 – 10          | Dinamo Kiev            | 0 – 5  | 3 – 5   |
| Illychivets Mariupol         | 7 – 6           | Desna Chernihiv        | 5 – 3  | 2 – 3   |
| Metalist Kharkiv             | 2 – 6           | Chornomorets Odessa    | 2 – 2  | 0 – 4   |
| Naftovyk Okhtyrka            | 3 – 3           | Zirka-NIBAS Kirovohrad | 1 – 1  | 2 – 2   |
| Kryvbas Kryvyi Rih           | 3 – 3           | Mykolaiv               | 2 – 0  | 1 – 3   |
| Krystal Kherson              | 2 – 8           | Karpaty                | 1 – 4  | 1 – 4   |
| Torpedo Zaporizhia           | 4 – 1           | Fortuna Sharhorod      | 3 – 0  | 1 – 1   |
| Shakhtar Makiivka            | 2 – 5           | Vorskla Poltava        | 1 – 2  | 1 – 3   |
| Polissya Zhytomyr            | 1 – 2           | Dnipro                 | 1 – 0  | 0 – 2   |
| Prykarpattia Ivano-Frankivsk | 2 – 2 (2–4 dcr) | Nyva Vinnytsia         | 2 – 0  | 0 – 2   |
| Bukovyna Chernivtsi          | 0 – 3           | Tavriya Simferopol     | 0 – 2  | 0 – 1   |
| CSKA-2 Kiev                  | 4 – 5           | CSKA Kiev              | 2 – 4  | 2 – 1   |
| Nyva Ternopil                | 5 – 1           | Metalurh Nikopol       | 4 – 0  | 1 – 1   |
| Stal Alchevsk                | 0 – 1           | Metalurh Zaporizhia    | 0 – 0  | 0 – 1   |
| Volyn Lutsk                  | 1 – 2           | Metalurh Donetsk       | 0 – 0  | 1 – 2   |
| Yavir Krasnopillia           | 3 – 6           | Shakhtar Donetsk       | 3 – 3  | 0 – 3   |

## Ottavi di finale
| Squadra 1           | Totale          | Squadra 2           | Andata | Ritorno |
| ------------------- | --------------- | ------------------- | ------ | ------- |
| Dinamo Kiev         | 4 – 0           | Metalurh Mariupol   | 3 – 0  | 1 – 0   |
| Naftovyk Okhtyrka   | 3 – 5           | Chornomorets Odessa | 3 – 0  | 0 – 5   |
| Kryvbas Kryvyi Rih  | 2 – 2 (4–3 dcr) | Karpaty             | 2 – 0  | 0 – 2   |
| Torpedo Zaporizhia  | 0 – 1           | Vorskla Poltava     | 0 – 1  | 0 – 0   |
| Nyva Vinnytsia      | 1 – 3           | Dnipro              | 1 – 1  | 0 – 2   |
| CSKA Kiev           | 2 – 1           | Tavriya Simferopol  | 2 – 0  | 0 – 1   |
| Metalurh Zaporizhia | 3 – 4           | Nyva Ternopil       | 2 – 1  | 1 – 3   |
| Metalurh Donetsk    | 3 – 3           | Shakhtar Donetsk    | 2 – 0  | 1 – 3   |

## Quarti di finale
| Squadra 1          | Totale | Squadra 2           | Andata | Ritorno |
| ------------------ | ------ | ------------------- | ------ | ------- |
| Dinamo Kiev        | 7 – 1  | Chornomorets Odessa | 3 – 0  | 4 – 1   |
| Kryvbas Kryvyi Rih | 2 – 1  | Vorskla Poltava     | 2 – 1  | 0 – 0   |
| Dnipro             | 1 – 2  | CSKA Kiev           | 0 – 1  | 1 – 1   |
| Nyva Ternopil      | 2 – 2  | Metalurh Donetsk    | 2 – 1  | 0 – 1   |

## Semifinali
| Squadra 1        | Totale | Squadra 2          | Andata | Ritorno |
| ---------------- | ------ | ------------------ | ------ | ------- |
| Dinamo Kiev      | 8 – 4  | Kryvbas Kryvyi Rih | 4 – 2  | 4 – 2   |
| Metalurh Donetsk | 2 – 4  | CSKA Kiev          | 1 – 3  | 1 – 1   |

## Finale
| Arbitro: | Ihor Yarmenchuk (Kiev) |

|                  |           |                 |
| Ševčenko 1’, 33’ | Marcatori | 65’ Novokhatsky |